# Вікінтас Балтакас
Вікінтас Балтакас (лит. Vykintas Baltakas, справжнє прізвище Беляускас, лит. Bieliauskas, 10 липня 1972, Вільнюс) — литовський композитор і диригент.

## Біографія
Мати – піаністка, музичний критик та педагог Ріта Алекнайте-Беляускене. Закінчив Національну художню школу імені М. К. Чюрленіса, потім — Литовську академію музики та театру (1993). У 1994  — 1997 займався в Карлсруе у Вольфганга Рима, потім у Петера Етвеша, відвідував Міжнародні літні курси нової музики в Дармштадті, майстер-класи Кирила Кондрашина. У 1999 — 2000 по стипендії Наді Буланже стажувався в IRCAM.
Диригував симфонічним оркестром Кельнського радіо, Ensemble Modern (Франкфурт-на-Майні), Klangforum Wien, ансамблем ICTUS (Брюссель), Литовським камерним оркестром та іншими колективами, виступав у багатьох країнах та містах Європи.
Живе із сім'єю у Бельгії.

## Вибрані твори
- Pažeistas šešėlis [Архівовано 4 березня 2016 у Wayback Machine.] для сопрано, магнітофона та марімби (1993)
- Pasaka [Архівовано 24 червня 2014 у Wayback Machine.] для фортепіано та магнітофонної стрічки (1995 — 1997)
- RiRo [Архівовано 12 жовтня 2014 у Wayback Machine.] для сопрано та труби (1995 — 1999)
- Nichtstück [Архівовано 23 січня 2020 у Wayback Machine.] для духового ансамблю (1996)
- Pusline [Архівовано 24 січня 2016 у Wayback Machine.] для ансамблю (1997 — 2000)
- Poussla [Архівовано 23 січня 2020 у Wayback Machine.] для ансамблю та оркестру (2002)
- Cantio [Архівовано 23 січня 2020 у Wayback Machine.], опера (2004, прем'єра в Мюнхені — постановка Оскараса Коршуноваса, Мюнхенський камерний оркестр під керуванням Крістофа Поппена)
- (co)ro(na) для ансамблю (2005)
- Ouroboros — Zyklus I [Архівовано 7 березня 2016 у Wayback Machine.] для сопрано, ансамблю та магнітофонної стрічки (2005)
- b(ell tree) для струнного квартету (2007, замовлений Ардітті-квартетом)
- Ri [Архівовано 23 січня 2020 у Wayback Machine.] для сопрано та магнітофонної стрічки (2007)
- Lift to Dubai [Архівовано 23 січня 2020 у Wayback Machine.] для ансамблю (2009)
- Redditio [Архівовано 20 січня 2020 у Wayback Machine.] для ансамблю (2010)
- Scoria [Архівовано 24 червня 2014 у Wayback Machine.] для оркестру (2010)
- commentum [Архівовано 18 вересня 2015 у Wayback Machine.] для віолончелі та фортепіано, присв. Давиду Герінгасу (2011)
- Saxordionphonics [Архівовано 23 січня 2020 у Wayback Machine.] для саксофона, акордеона та оркестру (2013)

## Визнання
Міжнародна композиторська премія Клаудіо Аббадо (2003), заохочувальна премія Ернста фон Сіменса (2007) та ін.